# Clarksville (Ohio)
Clarksville – wieś w USA, w stanie Ohio, w hrabstwie Clinton.
Liczba mieszkańców w 2000 roku wynosiła 497.